# Układ mnożenia
Układ mnożenia – elektroniczny układ komputera analogowego, przetwarzający dwa napięcia na napięcie proporcjonalne do ich iloczynu.

## Sposoby realizacji
1. Na dwóch generatorach funkcji kwadratowej według wzoru:
{\displaystyle y(a,b)=a\cdot b={\frac {(a+b)^{2}-(a-b)^{2}}{4}}}
2. Na trzech wzmacniaczach logarytmicznych według wzoru:
{\displaystyle y(a,b)=a\cdot b=e^{ln(a)+ln(b)}}
3. Na modulatorze (metoda stosowana w komputerze ELWAT).
Pierwszy przebieg jest kluczowany sygnałem prostokątnym o wypełnieniu proporcjonalnym do drugiego. Po wygładzeniu otrzymujemy napięcie proporcjonalne do iloczynu.
4. Na tranzystorowym układzie mnożącym, będącym precyzyjnym mieszaczem iloczynowym.